# ヘルムート・ハッセ
ヘルムート・ハッセ（ドイツ語: Helmut Hasse、1898年8月25日 - 1979年12月26日）はドイツの数学者であり、代数的整数論を主に研究し、類体論の基礎、局所類体論やディオファントス幾何学（ハッセの原理）や合同ゼータ関数へのp進数の適用で知られている。
ハッセという読み方は高木貞治が著作で用いていた。Hasseの正しい読み方はハーセであるが、この読み方の定着率は低い。

## 生涯
ドイツ帝国の構成国であったプロイセン王国のヘッセン＝ナッサウ州カッセルで生まれる。
第一次世界大戦ではドイツ帝国海軍で働き、その後ゲッティンゲン大学で学び、さらにマールブルク大学ではクルト・ヘンゼルに師事。1921年の学位論文では、代数体の二次形式について今ではハッセ-ミンコフスキの定理と呼ばれている成果を含んでいた。その後、キール大学、ハレ大学、マールブルク大学で教壇に立った。1934年にはゲッティンゲン大学でヘルマン・ワイルの後任となった。政治的には右翼の民族主義者であり、1937年にはナチ党の党員に誘われたが、先祖にユダヤ人がいるということで彼のほうから断った。戦後の1945年ごろゲッティンゲンに戻ったが、イギリス当局によって退去させられた。しばらくベルリンで働いた後、1948年からハンブルク大学の教授となり、定年まで過ごした。
西ドイツのシュレースヴィヒ＝ホルシュタイン州アーレンスブルクで死去。
多くの数学者と共同研究したことでも知られている。特にエミー・ネーターとリヒャルト・ブラウアーとの単純環の研究、ハロルド・ダヴェンポートとのガウス和の研究、チャヒット・アルフとの共同研究などがある。1969年コテニウス・メダル受賞。